# Mack 10
Mack 10, pravim imenom Dedrick Rolison (rođen 9. rujna 1971.) je američki raper iz Kalifornije. Bio je član hip-hop benda Westside Connection, zajedno s reperima Ice Cube i WC.

## Diskografija
Studijski albumi
- Mack 10 (1995.)
- Based on a True Story (1997.)
- The Recipe (1998.)
- The Paper Route (2000.)
- Bang or Ball (2001.)
- Mack 10 Presents da Hood (2002.)
- Ghetto, Gutter & Gangster (2003.)
- Hustla's Handbook (2005.)
- White Soft (2009.)
- TBA (2011.)

Kompilacije
- Money Music (2011.)

Turneje
- Up In Smoke Tour (2000.)

## Filmografija
- I'm Bout It (1997.)
- Thicker Than Water (1999.)
- Out (2001.)
- Random Acts of Violence (2002.)
- Cutthroat Alley (2003.)
- Def Jam: Fight for NY (2004.)
- Halloween House Party (2005.)
- Apocalypse and the Beauty Queen (2005.)
- It Ain't Easy (2006.)
- Holiday Jam Session (2010.)

## Vanjske poveznice
- Mack 10 na Internet Movie Databaseu